# Dirk Lehmann
Dirk Lehmann est un footballeur allemand né le 16 août 1971.